# Бачиокки, Феликс Паскаль
Феликс Паскаль Бачиокки (фр. Felix Pascal Baciocchi; Фели́че Паскуа́ле Бачо́кки, итал. Felice Pasquale Baciocchi; 18 мая 1762, Аяччо — 28 апреля 1841, Болонья) — зять Наполеона, муж его сестры Элизы. Благодаря этому родству стал дивизионным генералом Первой империи, владетельным князем Лукки и Пьомбино.

## Биография
Феличе Паскуале, как его называли на родине, был младшим сыном корсиканского дворянина Франческо Бачокки (1716—1787) и его жены Фламинии (1719—1769). Он очень рано поступил на военную службу, в 1778 году был су-лейтенантом в Королевском Корсиканском полку, в 1788 — лейтенантом королевских корсиканских егерей. С 1792 года служил во французской революционной армии. В 1796 году пехотный капитан Бачиокки женился на Элизе Бонапарт, сестре командующего Итальянской армией Франции.
с 17 июля 1799 года командовал батальоном в 8-м военном округе (Тулон), 5 декабря возвратился в Париж. 9 января 1800 года переведён в 17-й военный округ, с 23 января того же года служил в Рейнской Армии, затем направлен с политической миссией на Корсику. С 10 марта 1801 года служил в Обсервационном корпусе Жиронды, 30 декабря 1802 года — полковник 26-го лёгкого полка.
Принято считать, что Бачиокки не обладал особыми способностями и своим дальнейшим взлетом обязан всецело браку.

Формально он был военным, но, судя по тому, что, став младшим лейтенантом, дослужился до звания капитана только через 16 лет, видимо, не очень хорошим. Но он очень неплохо играл на скрипке.— Дэвид Стэктон. Бонапарты. От императора до наших дней. — М., «Захаров», 2012. — С. 74.
Взойдя на престол, Наполеон в 1804 году произвел Бачиокки в бригадные генералы и наградил Большим орлом Ордена Почётного легиона в 1805. Затем Бачиокки был возведён на трон княжеств Лукка и Пьомбино, фактически исполняя роль принца-консорта при своей деятельной и влиятельной жене. В 1809 году его жена стала Великой герцогиней Тосканской, однако сам Бачиокки этого титула не получил, став вместо этого дивизионным генералом. В войнах Первой империи не участвовал, командуя лишь тыловыми войсками в Италии.
После падения империи князю Бачиокки как представителю клана Бонапартов было запрещено появляться во Франции. Он жил и умер в Болонье, похоронен в особой часовне при базилике Святого Петрония.
Из пятерых детей Феликса и Элизы зрелого возраста достигли двое: Элиза Бачиокки, в замужестве графиня Камерата (1806—1869) и Фредерик Наполеон (1814—1833), погибший при падении с лошади. Племянник князя, также Феликс Бачиокки (1803—1866) был при Второй империи директором императорских театров.

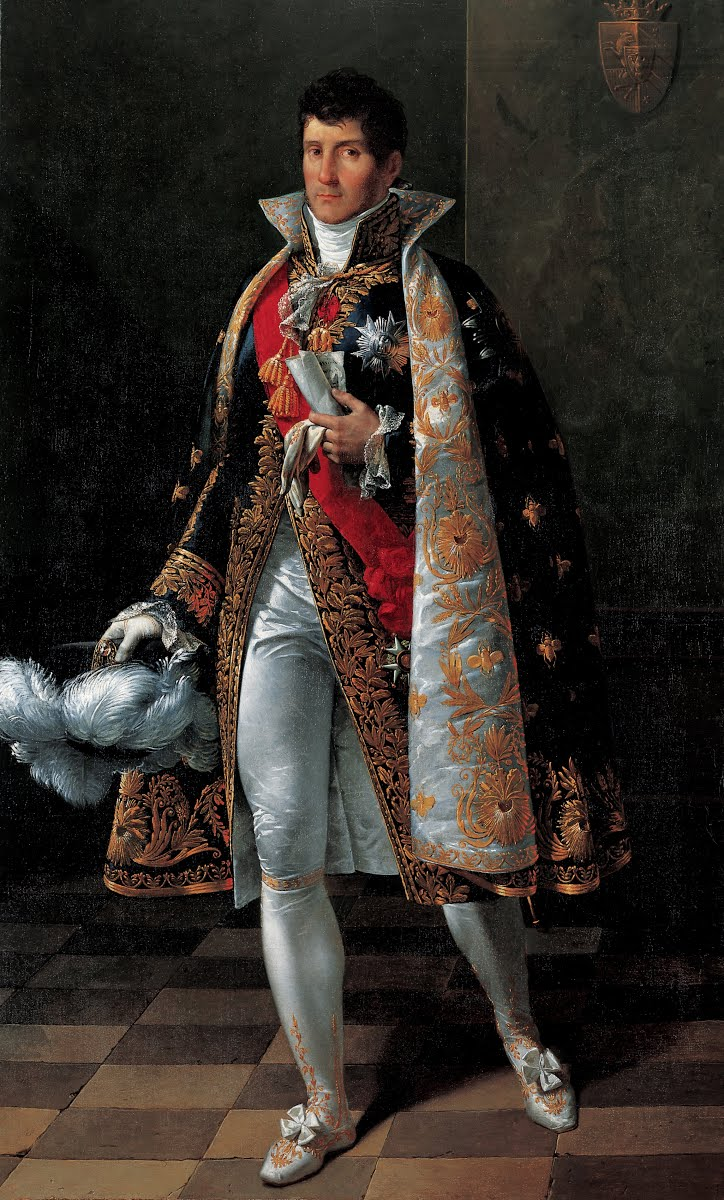
Парадный портрет Бачиокки в полный рост кисти художницы Мари-Гийемин Бенуа, 1806 год.
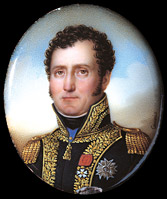
Портрет Бачиокки, на котором виден знак Ордена Вестфальской Короны (на синей ленте), которым его наградил Жером Бонапарт, как король Вестфалии.
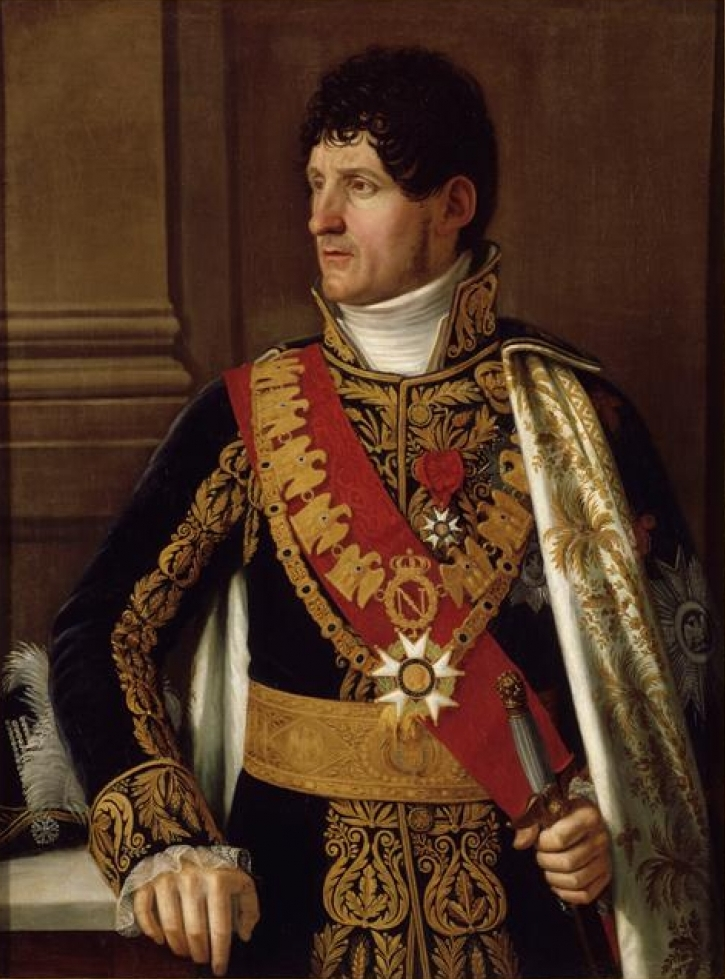
Портрет Бачиокки с цепью Ордена Почётного легиона и цепью Ордена Золотого Руна. Художник Пьетро Бенвенути.

## Воинские звания
- Младший лейтенант (1778 год);
- Лейтенант (14 апреля 1788 года);
- Капитан (16 апреля 1793 года);
- Командир батальона (11 июля 1797 года, утверждён 3 ноября 1797 года);
- Полковник (30 декабря 1802 года);
- Бригадный генерал (11 ноября 1804 года);
- Дивизионный генерал (3 марта 1809 года).

## Титулы

Герб Бачиокки

- Князь Пьомбино (фр. prince de Piombino; 18 марта 1805 года);
- Князь Лукки (фр. prince de Lucques; 1 июля 1805 года).

## Награды
Легионер ордена Почётного легиона (11 декабря 1803 года)

 Офицер ордена Почётного легиона (14 июня 1804 года)

 Знак Большого Орла ордена Почётного легиона (6 марта 1805 года)

 Кавалер испанского ордена Золотого руна (1805 год)

 Большой крест голландского ордена Единства (4 апреля 1808 года)

 Большой крест ордена Воссоединения (22 февраля 1812 года)

 Кавалер тосканского ордена Святого Иосифа

 Кавалер ордена Вестфальской короны